# Santa Cruz de Bravo, Delstaten Mexiko
Santa Cruz de Bravo är en ort i Mexiko.   Den ligger i kommunen Tianguistenco och delstaten Mexiko, i den sydöstra delen av landet, 40 km sydväst om huvudstaden Mexico City. Santa Cruz de Bravo ligger 2 800 meter över havet och antalet invånare är 842.
Terrängen runt Santa Cruz de Bravo är huvudsakligen kuperad, men åt nordost är den bergig. Terrängen runt Santa Cruz de Bravo sluttar brant västerut. Runt Santa Cruz de Bravo är det tätbefolkat, med 356 invånare per kvadratkilometer. Närmaste större samhälle är Huixquilucan, 18,8 km norr om Santa Cruz de Bravo. Trakten runt Santa Cruz de Bravo består till största delen av jordbruksmark.